# Contea di Rietberg
La Contea di Rietberg fu uno stato tedesco del Sacro Romano Impero dal 1237 al 1848, situata nell'attuale regione della Vestfalia, attorno alla città di Rietberg.

## Storia
La contea di Rietberg si originò per la ripartizione dei propri domini operata da Goffredo III di Arnsberg e da Corrado di Cuyk-Arnsberg, dove quest'ultimo ottenne una signoria separata dal 1º settembre 1237, a nord della contea di Arnsberg. La contea prese il proprio nome dal castello di Rietberg che ivi si trovava già dal XII secolo. Corrado I, venne compreso nel registro dei cavalieri tedeschi, rinunciando al trono tra il 1263/64 e morendo attorno al 1284.
La contea e di conseguenza la famiglia di Rietberg iniziò ad acquisire importanza a partire da Federico I, figlio primogenito di Corrado I e di sua moglie, Oda di Lippe, che regnò dal 1264 al 1282. I figli di Federico I, infatti, ricoprirono posizioni influenti nell'area: Corrado divenne vescovo di Osnabrück, Ottone fu invece vescovo di Paderborn, Simone fu un cavaliere teutonico, Ermanno canonico a Osnabrück e Paderborn e Rettore a Tongeren. L'unica figlia, Oda, divenne badessa del monastero di Sant'Egidio a Muenster.
Nel 1456 la sovranità del territorio passa al langravio di Assia-Kassel e nel 1535 si tenta di introdurvi la riforma protestante ma senza successo anche a causa della pesante opera della controriforma sull'area.
Nel 1586 si estinse la linea originaria dei conti di Rietberg e la contea venne assorbita dai conti della Frisia orientale. Il conte Enno III della Frisia orientale la concede poi in dote alla figlia Sabina Caterina la quale, sposatasi con suo zio Giovanni III.
La linea proseguì con il regno su questa contea sino al 1746 quando l'ultima erede, Maria Ernestina Francesca della Frisia orientale-Rietberg non la portò in dote al marito Maximilian Ulrich von Kaunitz, il quale premorì alla moglie ed ella successivamente la passò al figlio della coppia, il celebre statista austriaco Wenzel Anton von Kaunitz-Rietberg.
La famiglia Kaunitz-Rietberg continuò a regnare sulla contea sino al 1807, quando in seguito alla mediatizzazione, venne annessa al regno di Vestfalia, dopo il 1815 l'area venne assorbita dalla Prussia.
Il titolo (dalla metà dell'Ottocento ad oggi) venne ereditato, dopo l'estinzione in linea maschile nel 1848 del ramo "moravo" della famiglia Kaunitz (per la morte del principe Aloys von Kaunitz-Rietberg), dalla famiglia dei principi di Liechtenstein in quanto imparentati con i precedenti sovrani (discendenti della sorella di Sabina Caterina della Frisia orientale) oltre che creditori dei Kaunitz-Rietberg. Con la legge dinastica del Casato di Liechtenstein del 1993 il titolo di Conte di Rietberg compare in tutti gi atti dei membri della famiglia poiché a tutti loro (maschi e femmine) spetta il titolo di "Principe di Liechtenstein, Conte di Rietberg".

## Conti della casata di Rietberg (1237-1586)
- Corrado I (1237–1264)
- Federico I (1264–1282)
- Corrado II (1282–1313) con
  - Federico II (1302-1313)
- Federico II (1313–1322) con
  - Ottone I (1313–1322)
- Ottone I (1322-1343)
- Corrado III (1347–1365)
- Ottone II (1365–1389)
- Corrado IV (1389–1428)
- Corrado V (1428–1472)
- Giovanni I (1472–1516)
- Ottone III (1516–1535)
- Ottone IV (1535–1552)
- Giovanni II (1552–1562)
- Ermengarda (1565–1584)
- Walpurga (1584–1586)

## Conti della casata della Frisia orientale (1586-1758)
- Sabina Caterina (1586–1618)
- Giovanni III (1618–1625)
- Ernesto Cristoforo (1625–1640)
- Giovanni IV (1640–1660)
- Anna Caterina (1660)
- Federico Guglielmo (1660–1677)
- Francesco Adolfo Guglielmo (1677–1680)
- Ferdinando Massimiliano (1680–1687)
- Maria Ernestina Francesca (1699–1758)

## Conti della casata di Kaunitz (1746-1848)
- Wenzel Anton (1758–1794) con
  - Maria Ernestina Francesca della Frisia orientale-Rietberg (1746–1758)
- Ernst Christoph (1794–1797)
- Dominik Andreas (1797–1812)
- Aloys (1812–1848)

Territorio passato alla Prussia
I principi del Liechtenstein detengono per via dinastica il titolo.